# 飯櫃

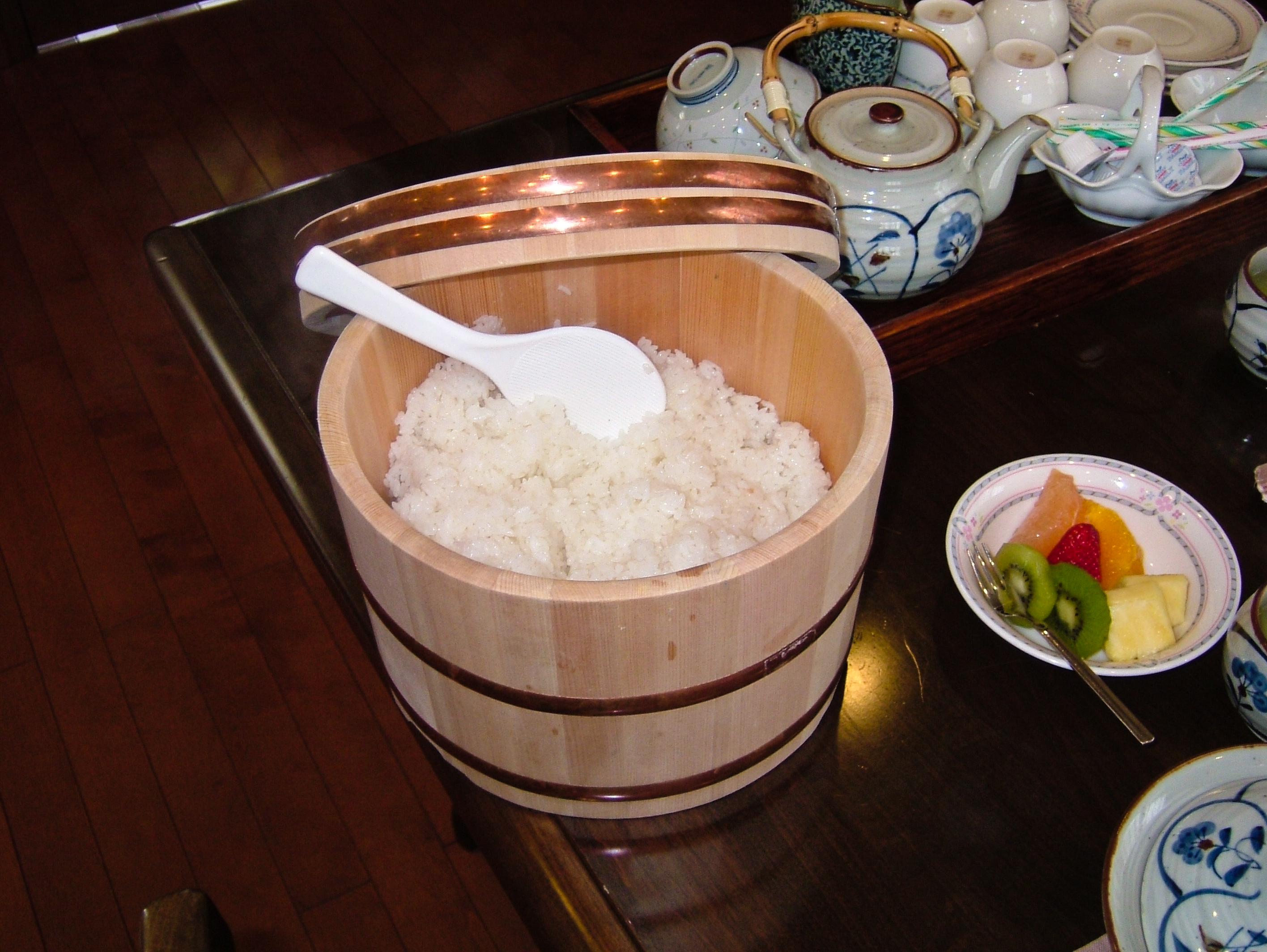
白木の飯櫃（江戸櫃）

飯櫃（めしびつ）は、炊き上がった飯を釜から移し入れて置く為の櫃である。おひつ、お鉢（おはち）などともいう。
多くは木製で、白木（サワラ材）や漆器のものがある。蓋の形状によって、「つめびつ（詰め櫃）」「のせびつ（関西櫃、地櫃）」「かぶせびつ（江戸櫃）」がある。
江戸櫃は蓋の外径が櫃の外径より大きく、蓋が櫃にかぶさる。地櫃は蓋と櫃の外径がほぼ同じで蓋が櫃の上に乗る。詰め櫃は蓋の外径と櫃の内径が同じで蓋が櫃の中に入る。
新しいものは、木肌が慣れない為、木の香が飯に移ることがある。木の香を抜くには、熱湯を満たしてその中に少量の酢を加えるということを数回繰り返せばよい。
現代では飯櫃は、白木が適度に炊けたご飯の余分な水分を吸収し、蓋から水滴が落ちて食味を損ねることを防げる利点があることから料亭や寿司屋などで重用される他、飲食店や旅館などで客がご飯をめいめいで取り分ける用途に留まり、家庭用から業務用に至るまで電熱線で保温する機能を付けた金属製の保温ジャー（または単に「ジャー」）や保温機能付き炊飯器に取って代わられ、手入れの面倒な飯櫃は敬遠されるようになった。
藁でできた、おひつ入れ、つぐら又はイズミという物もある。保温性と通気性に優れる。